# Проникающая гидроизоляция
Проникающая гидроизоляция — материалы, состоящие из портландцементов, наполнителей и смеси химических соединений (также называемых активными химическими добавками). В число добавок обычно входят соли щелочных и щелочноземельных металлов, однако могут также использоваться полимерные добавки.

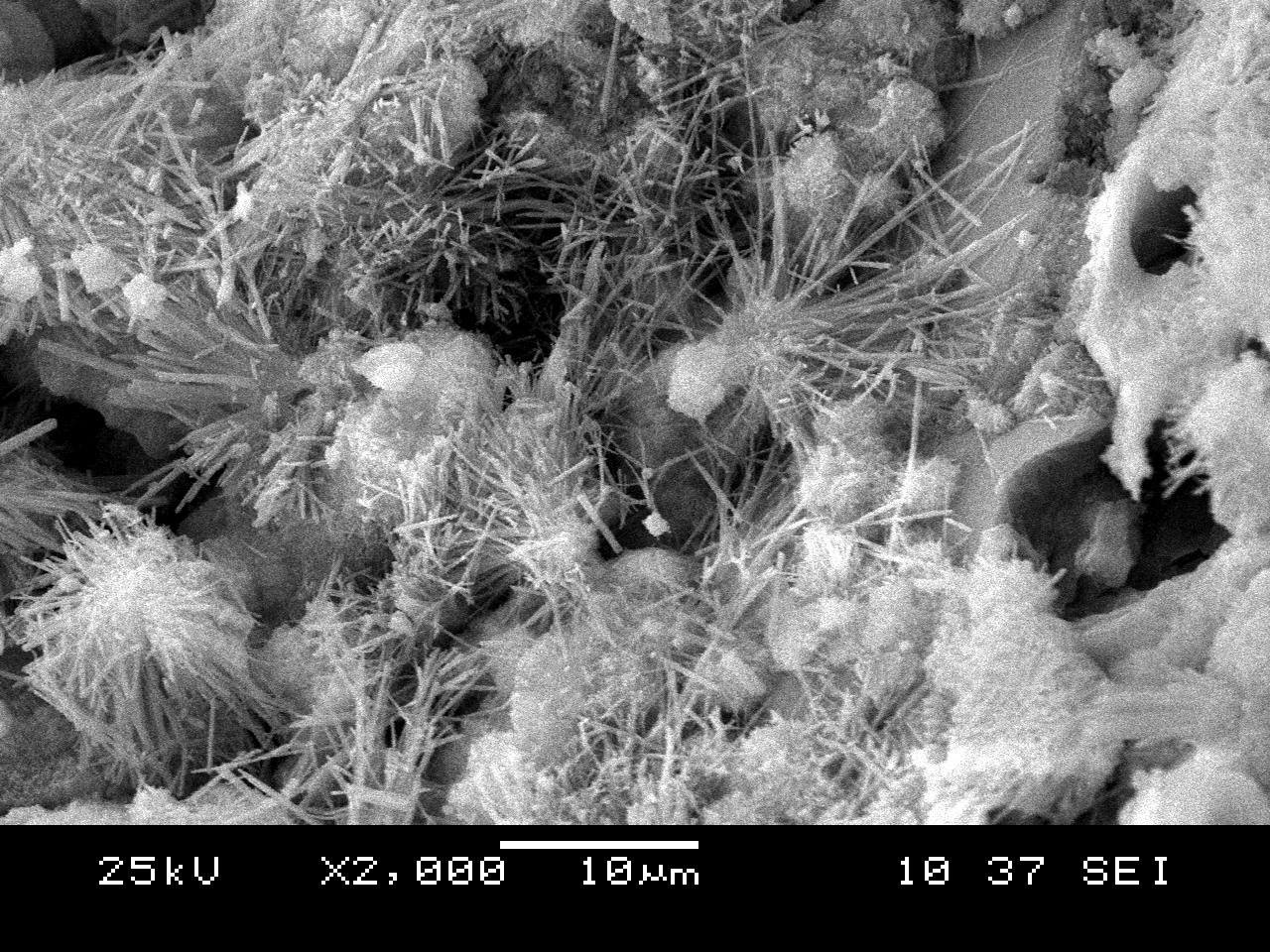
Кристаллические образования в бетоне, обработанном проникающей гидроизоляцией

Проникающее действие материалов основано на распространении химических добавок из нанесённого на поверхность слоя в глубь материала бетона по его капиллярным порам, заполненным водой.
Наличие проникающего действия материала подтверждается показателем: повышение марки водонепроницаемости обработанного бетона с удалением слоя нанесённого материала. 
Отсутствие вышеуказанного показателя исключает гарантии успешности получаемого результата, если такой продукт использовать как проникающий материал. К примеру, показатель "Водонепроницаемость" указывает исключительно и только на собственную водонепроницаемость материала и относится к типовому перечню показателей самых обычных ремонтных материалов. Более того, даже бетоны (особенно гидротехнические) имеют "Водонепроницаемость" от марки  W6 и выше, но они не являются проникающим материалом. 
Гидроизолирующее действие материалов основано на взаимодействии химических добавок с соединениями кальция (основой частью цементов) в порах бетона, вызывающее осаждение и структурное изменение кальцитов на поверхности пор - а в результате уменьшение размеров (сечений) пор, что и препятствует водопоступлению.
Материалы «проникающей гидроизоляции» лучше всего подходят для ремонта и гидроизоляции бетонных и железобетонных изделий и конструкций, а также цементно-песчаных штукатурных покрытий.
Проведение гидроизоляции сооружений и конструкций из пористых бетонов (пенобетон, керамзитобетон и т.п.) и изделий на асбестоцементной основе при помощи этих материалов малоэффективно.
Самая известная и дешёвая проникающая гидроизоляция - кремнийорганическая соль метилсиликонат натрия, применявшаяся в СССР под названием гидрофобизатор ГКЖ-11Н. Она в виде водной эмульсии пропитывает каменные, кирпичные, бетонные, асбоцементные изделия и закрепляется в их порах после реакции с углекислым газом из атмосферы, образуя нерастворимый гель полимерного метил-силоксана. Позволяет повысить морозостойкость бетонов до 400 циклов и более, увеличить их водонепроницаемость до марки W20 без снижения прочности материала.